# Jakob Palthen
Jakob Palthen, auch Palthenius, 1726 als von Palthen geadelt, (* 13. Februar 1683 in Greifswald; † 30. März 1746 ebenda) war ein deutscher Jurist und Richter am Hofgericht Greifswald.

## Leben
Jakob Palthen war der Sohn des Hofgerichtssekretärs Johann Palthen († 1708) und dessen Frau Dorothea, Tochter des Wolgaster Ratsherrn Michael Hoppe. Palthen wurde im April 1705 in die Matrikel der Universität Rostock eingetragen. 1708 wurde er Nachfolger seines Vaters als Postmeister in Stralsund und Sekretär des königlichen Hofgerichtes in Greifswald. Er wurde 1720 Protonotar und im folgenden Jahr Referendar des Hofgerichts.
Im Jahr 1726 wurde er zusammen mit seinem Bruder Samuel Palthen (1679–1750) in den schwedischen Adelsstand erhoben. Auch der Historiker Johann Philipp Palthen war sein Bruder. 1737 wurde Jakob Palthen zum außerordentlichen Assessor des Hofgerichts ernannt.
Jakob Palthen heiratete am  1720 Christina Hedwig von Boltenstern, eine Tochter des früheren Hofgerichtsdirektors Franz Michael von Boltenstern (1657–1716) und der Juliana Christina von Ehrenfels. Ihr Sohn Johann Franz (1725–1804) wurde Advokatfiskal am Wismarer Tribunal. Die Tochter Juliana Dorothea (* 1730) heiratete den Wismarer Bürgermeister Karl David Schlaf.